# Spanningsregelaar
Een spanningsregelaar is in het algemeen een schakeling, al dan niet elektronisch, die ten doel heeft een aangeboden spanning zo goed mogelijk op een bepaalde waarde constant te houden, onafhankelijk van fluctuaties in de voedingsspanning en de belasting. 

## Elektrotechniek
Van oudsher bestaan in de elektrotechniek toestellen die de uitgangsspanning van een dynamo of generator regelen door het beïnvloeden van de bekrachtiging daarvan. Industriële voorbeelden zijn daarvan de regelaars van Oerlikon, Newton en Brown, Boveri & Cie; elektromechanische toestellen die gebruikt worden/werden op schepen en in fabrieken.

## Elektronica

Schema van een spanningsregelaar (R_{Last} staat voor de belasting)

In de elektronica verstaat men onder een spanningsregelaar een schakeling of een actieve component die aan de uitgang een constante spanning geeft.
De eenvoudigste spanningsregelaars bevatten een zenerdiode (voor de referentiespanning), een weerstand en een transistor in een gemeenschappelijke-collectorversterker configuratie, soms ondergebracht in één behuizing.
Vanwege de aanzienlijke stroomsterkte en het onvermijdelijke verschil tussen ingangs- en uitgangsspanning dissiperen spanningsregelaars veel vermogen. Fabrikanten kiezen daarom vaak voor een behuizing die aan een koelprofiel kan worden geschroefd, zoals TO-220 of TO-3.
Naast eenvoudige vaste spanningsregelaars zijn er ook instelbare spanningsregelaars, met afhankelijk van de schakeling 3 tot 5 aansluitingen.